# Chemin de fer de l'État de Genève
La Chemin de fer de l'Etat de Genève (CFEG), in italiano "ferrovia del cantone di Ginevra", è una società di infrastrutture, della Svizzera fondata il 1º giugno 1888 per l'esercizio della linea ferroviaria Ginevra - Annemasse.
La costruzione della linea fece seguito alla stipula di un trattato svizzero-francese del 14 giugno 1881 che prevedeva il collegamento alla rete francese dell'Alta Savoia ad Annemasse.
La linea presentava la particolarità di essere in parte in territorio svizzero e in parte in quello francese e di non avere collegamento con la rete svizzera. Nel 1912 venne previsto il collegamento con la stazione di Ginevra Cornavin.
Il progetto di collegamento tra le due reti, il CEVA, comportò la chiusura della linea originale per ricostruirla e prolungarla sino alle stazioni di Ginevra Cornavin e Ginevra Aeroporto.
Il percorso ferroviario di circa due chilometri fra Annemasse e Ambilly appartiene alla società nazionale francese di infrastruttura ferroviaria Réseau Ferré de France (RFF). La tratta dal confine della Svizzera, a Moillesulaz, alla stazione di Ginevra Eaux-Vives appartiene invece alla CFEG, ma l'esercizio viene svolto relativamente al percorso svizzero, dalla SNCF a spese del Cantone di Ginevra.